# Île Jourimain
L’île Jourimain est une presqu'île du Nouveau-Brunswick, située au sud du détroit de Northumberland qui la sépare de l'Île-du-Prince-Édouard.
On y trouve à l'est le Phare du Cap-Jourimain. L'île comprend une réserve créée en 1980, la réserve nationale de faune du Cap-Jourimain. Elle est constituée de marais salés et d'un cordon littoral.
Elle est traversée par la route transcanadienne construite dans les années 1960 conduisant au Pont de la Confédération, et est à présent reliée au continent par un isthme.

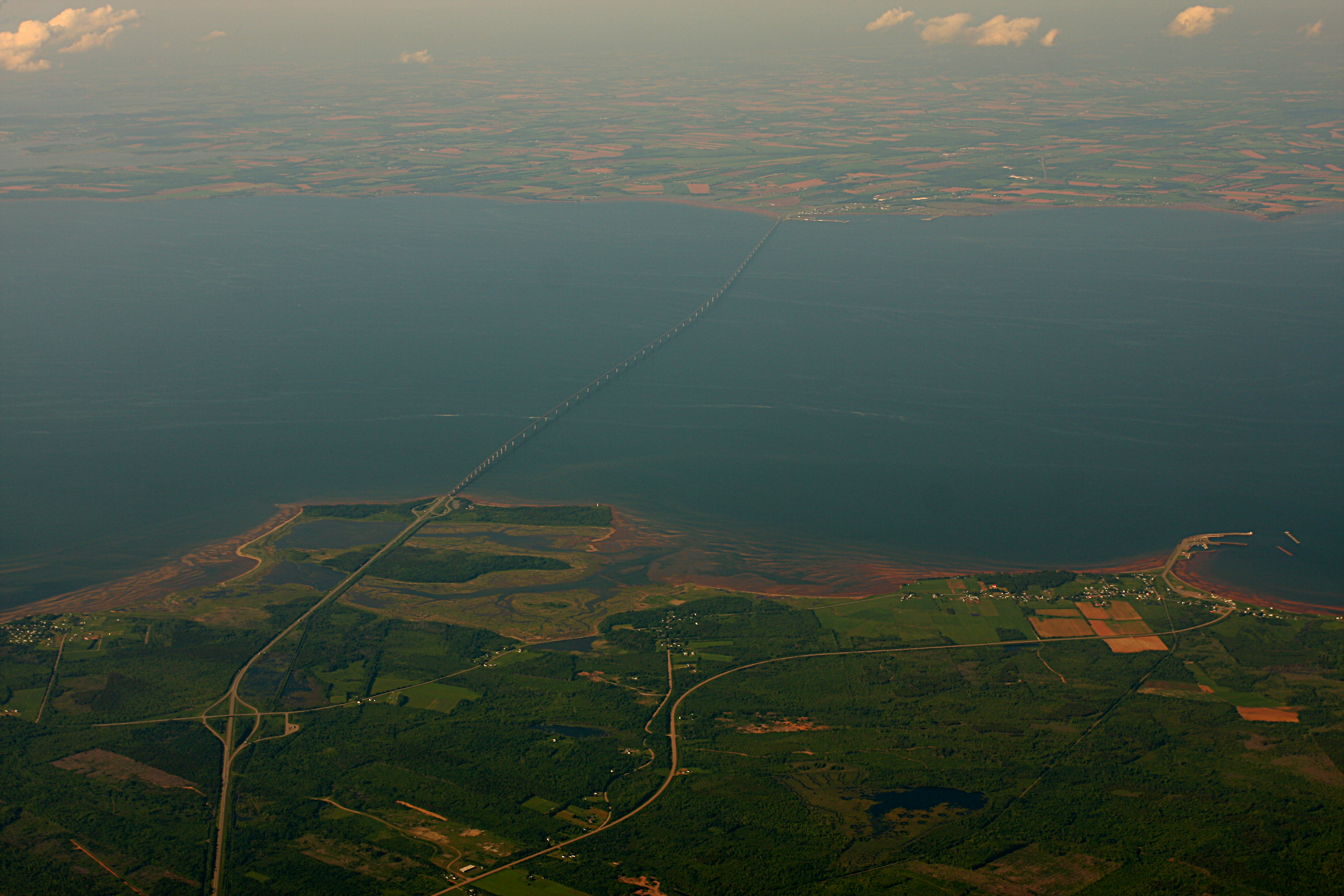
Vue aérienne du pont de la Confédération, avec l'île au sud-ouest